# Norderneyer Badezeitung

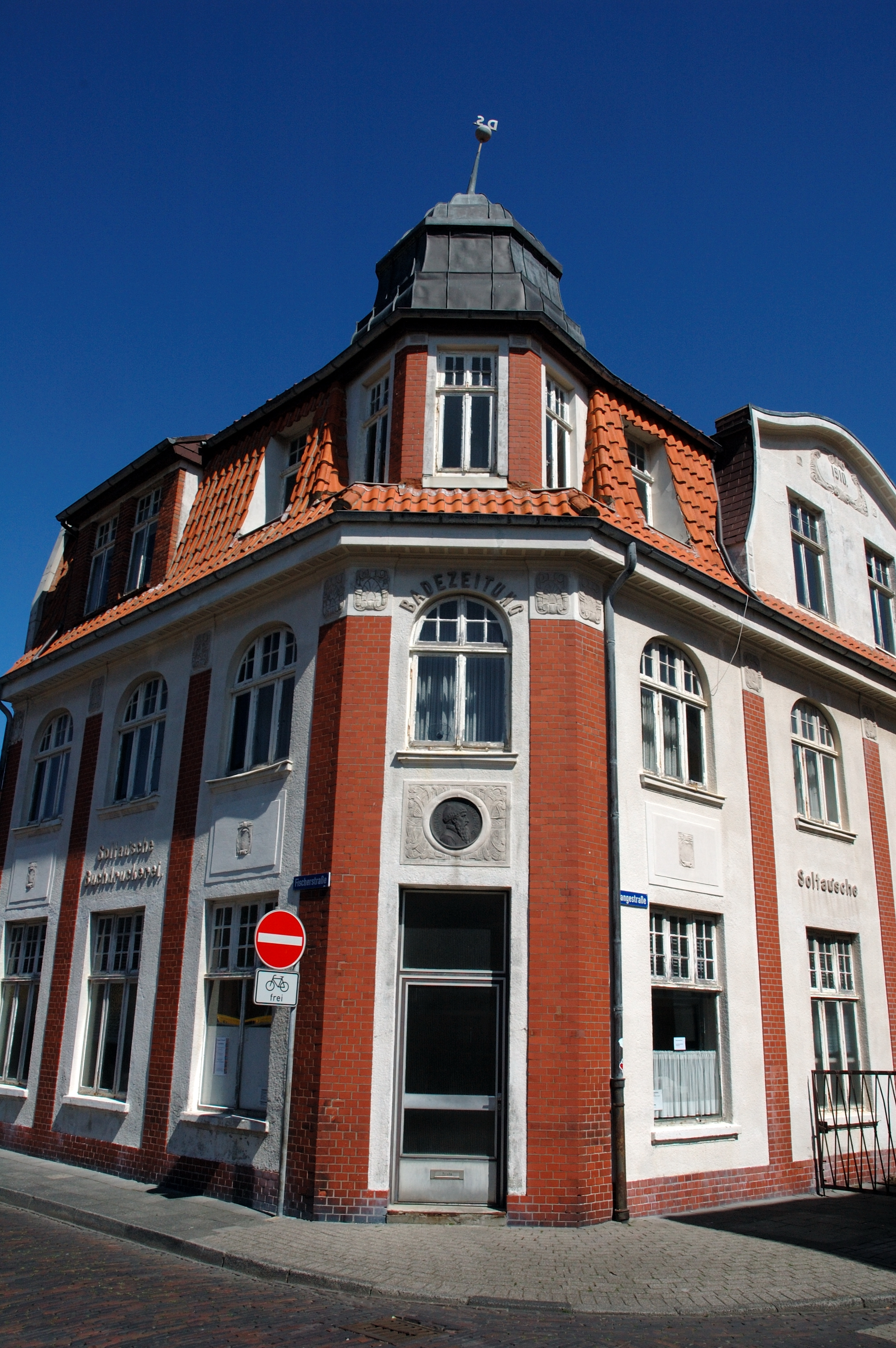
Ehemaliges Verlagshaus der Soltauschen Buchdruckerei auf Norderney

Die Norderneyer Badezeitung ist eine ostfriesische Tageszeitung für die Stadt und die Insel Norderney. Sie erscheint von Montag bis Samstag im Berliner Format bei SKN Druck und Verlag GmbH aus Norden. Die verkaufte Auflage beträgt 568 Exemplare, ein Minus von 70,6 Prozent seit 1998.

## Geschichte
Der Ostfriesische Kurier (OK) wurde im Jahr 1867 durch den Unternehmer Dietrich Gerhard Soltau erstmals herausgegeben. 1868 folgte mit der Norderneyer Badezeitung auf Norderney der Ableger als erste Zeitung auf einer Nordseeinsel. Im Jahr 1922 wurde Soltaus Unternehmen durch Erbteilung unter den Kindern getrennt. Die Norderneyer Badezeitung erhielt die Otto G. Soltau. Damit trennte sich die Norderneyer Badezeitung von der Schwesterpublikation, dem Ostfriesischen Kurier, der im Soltau Kurier Norden (SKN) erscheint, und wurde eigenständig. Die Zeitung hat einen selbstproduzierten Lokalteil, die überregionalen Mantelseiten werden bei der Nordwest-Zeitung in Oldenburg eingekauft. Im Oktober 2008 teilte Dieter Soltau, Verleger der Norderneyer Badezeitung und Enkel von Otto G. Soltau mit, dass das bislang vollkommen unabhängige Blatt von der Zeitungsgruppe Ostfriesland (ZGO) in Leer gekauft wird. Das Bundeskartellamt stimmte dem Kauf am 16. Oktober 2008 zu.
Zum 1. Juli 2011 wurde die Zeitung von Christian Basse, Eigentümer des Ostfriesischen Kurier und SKN Druck und Verlag GmbH & Co.in Norden, übernommen. Somit waren nach 89 Jahren die beiden Zeitungen wieder in einem Verlag vereint. Der Verleger Christian Basse ist der Sohn von Oberkirchenrat Ottokar Basse und seiner Frau, der Verlegerin Ursula Basse-Soltau und damit die fünfte Verleger-Generation seit der Verlagsgründung 1867. Die neue Geschäftsstelle des Ostfriesischen Kuriers wurde in der Wilhelmstraße gegenüber dem Norderneyer Thalassozentrum eingerichtet. Hier sind der Zeitungsvertrieb, Anzeigenannahme, Herstellung, Redaktion und Rechnungswesen untergebracht.

## Druck
Noch bis zum Februar des Jahres 2004 wurde die Badezeitung auf einer alten MAN-Rotationsdruckmaschine aus dem Jahr 1922 gedruckt. Seit Januar 1970 befand sich die Maschine auf der Insel im Verlagshaus Ecke Lange Straße/Fischerstraße. Seitdem wurde das Blatt in Norden bei Otto G. Soltau im Bogenoffset gedruckt. Die Druckmaschine ist im Gutenberg-Museum in Mainz ausgestellt. Nach der Schließung der Druckerei ist der seit dem 1. November 2008 erscheinende Norderneyer Morgen, eine über Werbung finanzierte im Digitaldruck hergestellte Tageszeitung im Format DIN A 4, das einzige ganzheitlich auf der Insel erstellte Presseerzeugnis. Der Druck der Norderneyer Badezeitung erfolgt bei SKN Druck und Verlag GmbH & Co. in Norden im heat-set Rotationsverfahren.

## Auflage
Die Norderneyer Badezeitung hat in den vergangenen Jahren erheblich an Auflage eingebüßt. Die verkaufte Auflage ist in den vergangenen 10 Jahren um durchschnittlich 5,4 % pro Jahr gesunken. Im vergangenen Jahr hat sie um 5,6 % abgenommen. Sie beträgt gegenwärtig 568 Exemplare. Der Anteil der Abonnements an der verkauften Auflage liegt bei 88,2 Prozent.
| 1998 | 1999 | 2000 | 2001 | 2002 | 2003 | 2004 | 2005 | 2006 | 2007 | 2008 | 2009 | 2010 | 2011 | 2012 | 2013 | 2014 | 2015 | 2016 | 2017 | 2018 | 2019 | 2020 | 2021 | 2022 | 2023 | 2024 |
| ---- | ---- | ---- | ---- | ---- | ---- | ---- | ---- | ---- | ---- | ---- | ---- | ---- | ---- | ---- | ---- | ---- | ---- | ---- | ---- | ---- | ---- | ---- | ---- | ---- | ---- | ---- |
| 1931 | 1930 | 1948 | 2069 | 1911 | 1945 | 1909 | 1834 | 1774 | 1733 | 1679 | 1522 | 1473 | 1261 | 1163 | 1039 | 991  | 943  | 913  | 875  | 880  | 843  | 804  | 751  | 655  | 602  | 568  |